# Gunter Schubert
Gunter Schubert (* 17. Oktober 1963 in Düsseldorf) ist ein deutscher Sinologe und Politikwissenschaftler, ordentlicher Professor am Asien-Orient-Institut der Eberhard Karls Universität Tübingen (Abteilung für Sinologie) sowie Gründer und Direktor des European Research Center on Contemporary Taiwan (ERCCT) an der Universität Tübingen.

## Biografie
Schubert studierte 1985–1989 Politikwissenschaft, Rechtswissenschaft und Moderne Sinologie an den Universitäten Marburg und Hamburg. 1990–1993 war er Visiting Fellow am Institute of International Relations der Chengchi-Nationaluniversität in Taipei, Taiwan. Von 1993 bis 1994 war er Wissenschaftlicher Mitarbeiter des Afrika- und Demokratieforschers Rainer Tetzlaff am Institut für Politische Wissenschaft der Universität Hamburg. 1994 wurde er mit der Arbeit Taiwan – die chinesische Alternative. Demokratisierung in einem ostasiatischen Schwellenland (1986–1993) promoviert. 1994–2003 war Schubert Wissenschaftlicher Referent für Politik und Gesellschaft Chinas und Ostasiens an der Forschungsstätte der ev. Studiengemeinschaft (FESt) in Heidelberg, einer interdisziplinären Einrichtung der evangelischen Kirchen in Deutschland. Hier arbeitete er zusammen mit Theologen, Philosophen, Naturwissenschaftlern und Geisteswissenschaftlern. Gleichzeitig war er Lehrbeauftragter am Institut für Politische Wissenschaft der Universität Heidelberg. 2000 habilitierte sich Schubert mit einer Studie über nationalistisches Denken in China, Taiwan und Hongkong. Fortan arbeitete er neben seiner hauptberuflichen Tätigkeit an der FESt auch als Privatdozent am IPW in Heidelberg. 2003 wurde Schubert auf den neu geschaffenen Lehrstuhl für Greater China Studies an der Universität Tübingen berufen und gründete dort 2008 das European Research Center on Contemporary Taiwan (ERCCT). Seit 2017 ist Schubert zusätzlich als Einstein-Fellow des Landes Berlin an der Graduate School of East Asian Studies der Freien Universität Berlin tätig und leitet dort eine Forschergruppe zur „Globalpolitik“ Chinas und zur Immigrationspolitik in Ostasien.

## Forschungsschwerpunkte
Gegenstand in Forschung Lehre Schuberts sind Politik und Gesellschaft im gegenwärtigen Greater China. Greater China meint dabei die territorialen Entitäten Volksrepublik China, Taiwan, Hongkong einschließlich Macau und Singapur sowie der chinesischen Bevölkerungsgruppen in Südostasien und in der nicht-asiatischen Welt. Derzeitige Forschungsschwerpunkte sind die Implementierung chinesischer Reformpolitik aus steuerungstheoretischer Perspektive, das Verhältnis zwischen Privatunternehmertum und Staat in China, die politische Ökonomie der sino-taiwanischen Beziehungen mit Fokus auf dem taiwanischen Unternehmertum auf dem chinesischen Festland, die taiwanische Innenpolitik, Migrationspolitik und Migrationsregime in Ostasien sowie die chinesische Asienpolitik. Schubert publiziert in deutscher, englischer, französischer und chinesischer Sprache. Regelmäßig forscht er auch zu Hongkong.
Schubert wurde 2003 als erster Sozialwissenschaftler an ein sinologisches Institut in Deutschland berufen und stand damit am Anfang einer Entwicklung, die die ursprünglich geisteswissenschaftlich geprägte deutsche Sinologie für sozialwissenschaftlich ausgebildete Chinawissenschaftler öffnete. Er ist in Tübingen zudem kooptierter Professor am dortigen Institut für Politikwissenschaft. Schuberts Forschungsarbeit und wissenschaftliche Publikationen basieren auf regelmäßiger Feldforschung in der VR China, Taiwan und Hongkong. Daneben widmet er sich der Stärkung der deutschen und europäischen sozialwissenschaftlichen Taiwanforschung. Auf seine Initiative gründete die Universität Tübingen 2008 in Kooperation mit der taiwanischen Chiang Ching Kuo Foundation for International Scholarly Exchange das European Research Center on Contemporary Taiwan (ERCCT), das sich als Plattform für die Förderung junger Taiwanforscher und als Knotenpunkt für den akademischen Austausch zwischen Taiwanforschern weltweit beschäftigt.

## Sonstige Aktivitäten
Schubert wirkt in Editorial Boards internationaler Fachzeitschriften mit, darunter auch im Executive Editorial Board des 2018 erstmals erschienen International Journal of Taiwan Studies. Er ist, gemeinsam mit Hsing You-Tien (University of California, Berkeley), Associate Editor von Issues & Studies und Mitherausgeber der bei Springer erscheinenden Buchreihe Ostasien im 21. Jahrhundert. Politik-Gesellschaft-Sicherheit-Regionale Integration.

## Publikationen (Auswahl)
Monografien
- Kleine Geschichte Taiwans. C. H. Beck, München 2024, ISBN 978-3-406-81392-4.

- Participation and Empowerment at the Grassroots – Chinese Village Elections in Perspective, Lanham: Rowman & Littlefield, 2012 (mit Anna L. Ahlers).
- Die Politik (mit Alexander Ular), Marburg: Metropolis-Verlag, 2009.
- Politische Partizipation und Regimelegitimität in der VR China. Band II: Der ländliche Raum, Wiesbaden: VS-Verlag für Sozialwissenschaften, 2009 (mit Thomas Heberer).
- 从群众到公民 – 中国的政治参与 (Von Massen zu Bürgern. Politische Partizipation in der VR China), Beijing: Central Compilation & Translation Press, 2009 (Chinesische Übersetzung von Politische Partizipation und Regimelegitimität in der VR China, Bd. 1: Der urbane Raum, gemeinsam mit Thomas Heberer).
- Politische Partizipation und Regimelegitimität in der VR China. Band I: Der urbane Raum, Wiesbaden: VS-Verlag für Sozialwissenschaften, Wiesbaden 2008 (mit Thomas Heberer).
- Der Kampf um die Nation – Dimensionen nationalistischen Denkens in der Volksrepublik China, Taiwan und Hongkong an der Jahrtausendwende, Hamburg: Institut für Asienkunde, 2002 (Habilitation).
- Taiwan – die chinesische Alternative. Demokratisierung in einem ostasiatischen Schwellenland, Hamburg: Institut für Asienkunde, Hamburg 1994 (Dissertation).

Herausgeberschaften
- Assessing the Presidency of Ma Ying-jiu in Taiwan. Hopeful Beginning, Hopeless End?, London-New York: Routledge, 2018 (mit André Beckershoff)
- The Taiwan Handbook on Contemporary Taiwan, Abingdon-New York: Routledge, 2016.
- Taiwan and the ‘China Impact’. Challenges and Opportunities, Abingdon-New York: Routledge, 2016.
- 主动的地方政治 – 作为战略群体的县乡干部 (Proactive Local Politics: County and Township Cadres as Strategic Group), Beijing: Central Compilation & Translation Press, 2013 (mit Thomas Heberer and Yang Xuedong).
- 台商研究 (Taishang Studies), Taipei: Wunan, 2012 (mit Keng Shu und Lin Rui-hwa).
- Taiwanese Identity in the 21st Century. Domestic, regional and global perspectives, London-New York: Routledge, 2011 (mit Jens Damm).
- Regime Legitimacy in Contemporary China. Institutional Change and Stability, London-New York: Routledge, 2009 (mit Thomas Heberer).
- Asian European Relations: building blocks for global governance?, London-New York: Routledge, 2008 (mit Jürgen Rüland, Cornelia Storz und Günter Schucher).
- 城乡公民参与和政治合法性 (engl.: Civil Participation and Political Legitimacy in Contemporary China), Beijing: Central Compilation and Translation Press, 2007 (mit He Zengke und Thomas Heberer).
- Navigieren in der Weltgesellschaft. Festschrift für Rainer Tetzlaff, Münster: LIT, 2005 (mit Cord Jakobeit, Ulf Engel und Andreas Mehler).
- China: Konturen einer Übergangsgesellschaft auf dem Weg in das 21. Jahrhundert, Hamburg: Institut für Asienkunde, 2001.
- Menschenrechte in Ostasien. Zur Universalität einer umstrittenen Idee II, Tübingen: Mohr-Siebeck 1999.
- Blockierte Demokratien in der Dritten Welt, Opladen: Leske+Budrich 1998 (mit Rainer Tetzlaff).
- Taiwan an der Schwelle zum 21. Jahrhundert. Gesellschaftlicher Wandel, Probleme und Perspektiven eines asiatischen Schwellenlandes, Hamburg: Institut für Asienkunde, 1996 (mit Axel Schneider).
- Politischer Wandel und Demokratisierung. Theorie und Anwendung des Konzeptes der strategischen und konfliktfähigen Gruppen, Münster: LIT 1994 (mit Rainer Tetzlaff und Werner Vennewald).